# WeRelate
WeRelate.org е американски уики сайт за генеалогия, който предоставя информация за генеалогични инструменти и данни. Представлява организация с нестопанска цел и се финансира от облагаеми с данъци и дарения, и се управлява от неплатени доброволци. До март 2011 г. сайтът има над 2 милиона страници за хора.
WeRelate се поддържа от Фондацията за онлайн генеалогия и Обществената библиотека на окръг Алън във Форт Уейн, щата Индиана. Сайтът използва софтуера „МедияУики“.